# شهاب (مسلسل كوري جنوبي)
الشهاب (بالكورية: 별똥별)؛ هو مسلسل تلفزيوني كوري جنوبي ، من بطولة لي سيونغ كيونغ وكيم يونغ داي. عرض على قناة تي في إن كل يومي الجمعة والسبت من 22 أبريل 11 إلى يونيو 2022. وهو متاح ايضاً على منصة iQiYi.

## القصة
تدور أحداث المسلسل حول الأشخاص العاملين وراء الكواليس في صناعة الترفيه، ويقومون بتنظيف الفوضى التي أحدثها النجوم. كما تروي قصة الحب الرومانسية للنجم الكبير جونج تاي سونغ، تجمعه علاقة حب وكراهية مع اوه هان بيول، رئيسة فريق العلاقات العامة في وكالة ترفيهية.

## طاقم

### دور رئيسي
- لي سونغ كيونغ في دور أوه هان بيول.[8]

رئيسة قسم العلاقات العامة. إنها شخص يتمتع ببلاغة غير عادية وقدرة ممتازة على الاستجابة للأزمات. وهي أيضًا مسؤولة عن العديد من المجالات مثل العلاقات العامة والاستجابة للأزمات والاتصالات وتهيمن على الصناعة في المجال الترفيهي.
- كيم يونغ-داي  في دور جونج تاي سونغ.[8]

ممثل نجم بارز تم توقيعه مع الشركة التي تعمل فيها اوه هان بيول. إنه محبوب من قبل الجمهور لابتسامته المشرقة مثل ملاك ذو صورة مهذبة ومستقيمة. 
- يون جونغ هون في دور كانغ يون سيونغ[9]

المدير ذو المظهر الجيد والأخلاق الحميدة يخلط بينه وبين المشاهير.
- كيم يون هاي في دور بارك هو يونغ[10]

مديرة من لاعبة تايكوندو سابقة.
- لي جونغ شين في دور دو سو هيوك.[11]

محامي شركة ومستشار وكالة ستار فورس انترتينمنت
- بارك سو جين بدور جو كي بوم[12][13]

صديقة أوه هان بيول المقربة والمراسل الترفيهي.

### دور داعم
- ها دو كوان في دور تشا جي هوون[14][15]

مدير ستار فورس انترتينمنت.
- جانغ هي ريونغ[16]
- لي سيونغ نيوب في دور كانغ شي دوك[17]

ممثل مبتدئ في شركة اوه هان بيول.
- كوون هان سول في دور هونغ بو إن[18]هي أصغر عضوة في فريق العلاقات العامة في وكالة ستار فورس انترتينمنت. ولها سحر غريب لا يعرف إلى أين تتجه أفكارها. لكنها لا تزال موظفًا جديدًا مليئًا بالأخطاء الغبية.

- لي سي وو في دور جين يو نا[19]
- كيم دا جون بدور هان داي سو[20]

وكيل وكالة DS Actors ومدير على ستار فورس انترتينمنت.
- جين هو يون بدور بيون جيونج يول[21]

مدير في ستار فورس انترتينمنت، إنه يحمي جونج تاي سونغ باحترام. على الرغم من أنه يكافح لحماية رضاه الظاهري أينما يذهب.

### ظهور خاص
- تشوي جي وو في دور ايون سي وو[22]

## المشاهدات
| الموسم | الموسم | رقم الحلقة | رقم الحلقة | رقم الحلقة | رقم الحلقة | رقم الحلقة | رقم الحلقة | رقم الحلقة | رقم الحلقة | رقم الحلقة | رقم الحلقة  | رقم الحلقة | رقم الحلقة | رقم الحلقة | رقم الحلقة | رقم الحلقة | رقم الحلقة | المتوسط     |
| الموسم | الموسم | 1          | 2          | 3          | 4          | 5          | 6          | 7          | 8          | 9          | 10          | 11         | 12         | 13         | 14         | 15         | 16         | المتوسط     |
| ------ | ------ | ---------- | ---------- | ---------- | ---------- | ---------- | ---------- | ---------- | ---------- | ---------- | ----------- | ---------- | ---------- | ---------- | ---------- | ---------- | ---------- | ----------- |
|        | 1      | 408        | 434        | 346        | 373        | 357        | 411        | 336        | 417        | 394        | ستُعلن لاحقًا | 290        | 273        | 330        | 322        | 330        | 376        | ستُعلن لاحقًا |

| الحلقات | تاريخ البث    | متوسط حصة الجمهور   | متوسط حصة الجمهور   |
| الحلقات | تاريخ البث    | تقييمات نيلسن كوريا | تقييمات نيلسن كوريا |
| الحلقات | تاريخ البث    | على الصعيد الوطني   | منطقة العاصمة       |
| ------- | ------------- | ------------------- | ------------------- |
| 1       | 22 أبريل 2022 | 1.632%              | 1.676%              |
| 2       | 23 أبريل 2022 | 1.792%              | 1.886%              |
| 3       | 29 ابريل 2022 | 1.497%              | 1.676%              |
| 4       | 30 أبريل 2022 | 1.534%              | 1.617%              |
| 5       | 6 مايو 2022   | 1.452%              | 1.506%              |
| 6       | 7 مايو 2022   | 1.415%              | 1.555%              |
| 7       | 13 مايو 2022  | 1.284%              | 1.303%              |
| 8       | 14 مايو 2022  | 1.636%              | 1.854%              |
| 9       | 20 مايو 2022  | 1.462%              | 1.585%              |
| 10      | 21 مايو 2022  | 1.335%              | غ/م                 |
| 11      | 27 مايو 2022  | 1.177%              | 1.310%              |
| 12      | 28 مايو 2022  | 1.163%              | N/A                 |
| 13      | 3 يونيو 2022  | 1.343%              | 1.474%              |
| 14      | 4 يونيو 2022  | 1.263%              | N/A                 |
| 15      | 10 يونيو 2022 | 1.296%              | 1.526%              |
| 16      | 11 يونيو 2022 | 1.453%              | 1.477%              |
| المعدل  | المعدل        | 1.421%              | N/A                 |

## الإنتاج

### صناعة
المسلسل من إخراج لي سو هيون الذي عمل على مسلسل «مطعم الساحرة» وكتابة تشوي يونغ وو وهو أول عمل له.

### طاقم
يجمع المسلسل كيم يونغ داي، يون جونغ هون وها دو كون الذين سبق لهما العمل في سلسلة بنتهاوس ؛ سيكون هذا أول مشروع يجمعهم بعد نهاية سلسلة بنتهاوس.

## روابط خارجية
- الموقع الرسمي
 باللغة الكورية
- شوتينغ ستارز على موقع IMDb (الإنجليزية)
- شوتينغ ستارز على موقع نتفليكس (الإنجليزية)
- شوتينغ ستارز على موقع كينوبويسك (الروسية)
- شوتينغ ستارز على موقع قاعدة بيانات الفيلم (الإنجليزية)
- شهاب على هانسينما